# Calamardo Tentáculos
Calamardo Tentáculos (en inglés: Squidward Tentacles o Squidward J. Q. Tentacles) es un personaje ficticio con la voz del actor Rodger Bumpass en la serie de televisión animada de Nickelodeon Bob Esponja. Calamardo fue creado y diseñado por el biólogo y animador marino Stephen Hillenburg. Apareció por primera vez en televisión en el episodio piloto de la serie «Help Wanted» el 1 de mayo de 1999.
Aunque su nombre tiene la palabra «calamar» y solo tiene seis tentáculos, Calamardo es un pulpo antropomórfico. Vive en un moái entre las casas de Bob Esponja y Patricio Estrella. El personaje es retratado como de mal genio, impaciente, arrogante, atrevido, introvertido, condescendiente, amargado y misántropo, y desprecia las constantes travesuras disruptivas de sus dos vecinos. Sin embargo, la pareja desconoce la aversión de Calamardo hacia ellos y lo ven como un amigo. Calamardo trabaja como cajero en el restaurante Krusty Krab, un trabajo que no le gusta.
La recepción del personaje por parte de los fans ha sido positiva. Calamardo ha aparecido en muchas publicaciones, juguetes y otros productos de Bob Esponja. También aparece en las películas Bob Esponja: la película (2004), Bob Esponja: Un héroe fuera del agua (2015) y The SpongeBob Movie: Sponge on the Run (2020).

## Papel en la serie

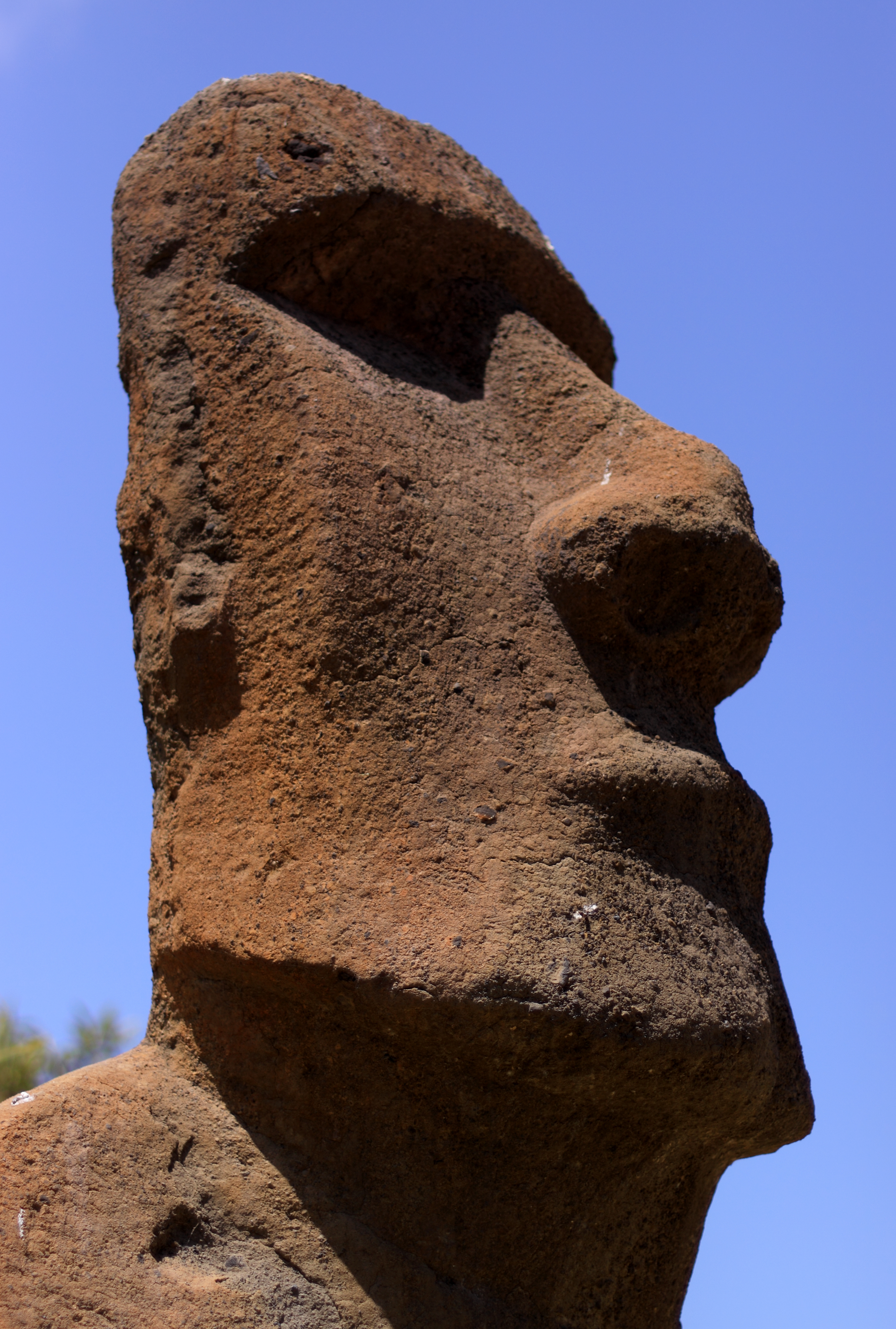
Calamardo vive en un moái, como los de Isla de Pascua.

Calamardo es representado como un pulpo turquesa amargo y gruñón. Vive en la ciudad submarina de Fondo de Bikini en un moái situado entre la casa de piñas de Bob Esponja y la roca de Patricio Estrella. Calamardo está molesto con sus vecinos por su risa perpetua y su comportamiento bullicioso, aunque Bob Esponja y Patricio no se dan cuenta de que son una molestia para Calamardo.
Calamardo vive en un constante estado de autocompasión y miseria; no está contento con su estilo de vida monótono y anhela el estatus de celebridad, la riqueza, el cabello y una carrera glamorosa y distinguida como músico o pintor con pasión por el arte y tocar el clarinete, aunque no tiene talento real para ninguno de los dos. Sin embargo, debe soportar el humilde estatus de cajero de comida rápida en el restaurante Krusty Krab. A Calamardo le molesta su trabajo y está irritado por su codicioso empleador, Mr. Krabs, y por tener como colega a su propio vecino resentido, Bob Esponja.

## Desarrollo

### Creación y diseño

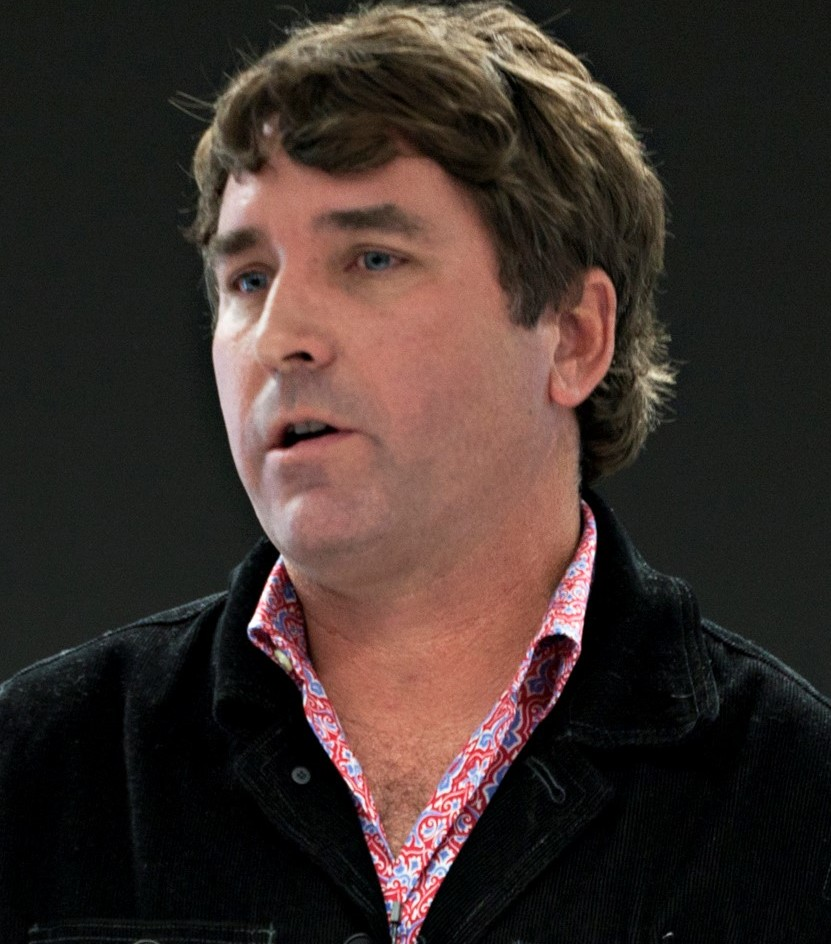
Stephen Hillenburg, creador de la serie Bob Esponja y sus personajes.

Stephen Hillenburg quedó fascinado con el océano y comenzó a desarrollar sus habilidades artísticas cuando era niño. Durante la universidad, se especializó en biología marina y se especializó en arte. Después de graduarse en 1984, se unió al Ocean Institute, una organización de educación oceánica, donde tuvo la idea de crear un cómic titulado The Intertidal Zone, que llevó a la creación de Bob Esponja. En 1987, Hillenburg dejó el instituto para seguir una carrera en animación.
Varios años después de estudiar animación experimental en el Instituto de las Artes de California, Hillenburg conoció a Joe Murray, creador de la serie de Nickelodeon La vida moderna de Rocko, en un festival de animación y le ofrecieron un trabajo como director del programa. Martin Olson, uno de los escritores de La vida moderna de Rocko, leyó The Intertidal Zone y animó a Hillenburg a crear una serie de televisión con un concepto similar. En ese momento, Hillenburg ni siquiera se había planteado crear su propia serie. Sin embargo, se dio cuenta de que, si alguna vez lo hacía, éste sería el mejor enfoque. La producción de La vida moderna de Rocko terminó en 1996. Poco después, Hillenburg comenzó a trabajar en Bob Esponja.

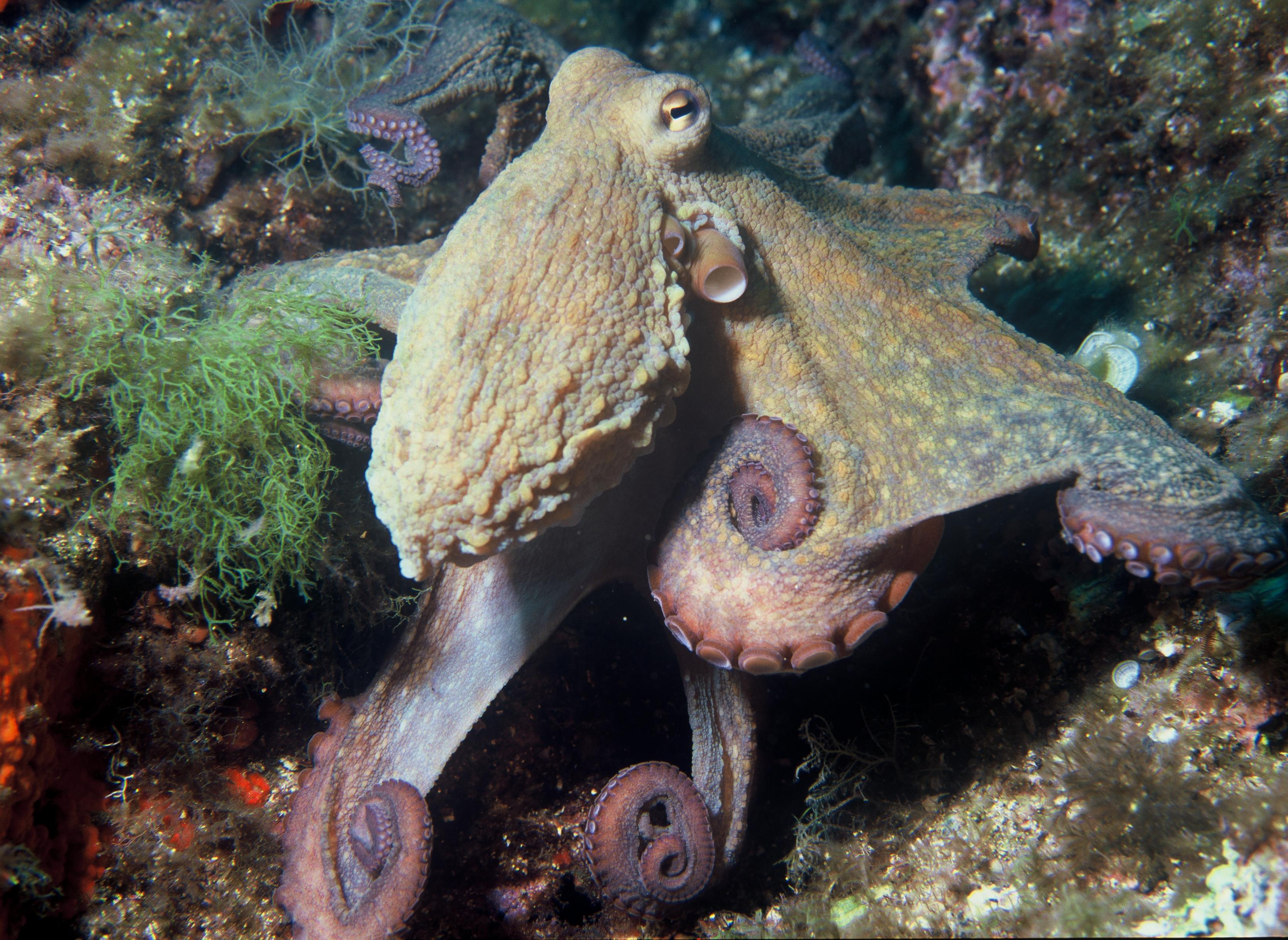
Pulpo en su estado natural.

Hillenburg utilizó algunos diseños de personajes de su cómic. Diseñó al «vecino gruñón de Bob Esponja» como un pulpo porque le gustaba la cabeza grande de la especie; dijo que los pulpos «tienen una cabeza bulbosa muy grande, y Calamardo cree que es un intelectual, así que, por supuesto, tendrá una cabeza bulbosa grande». Hillenburg explicó que Calamardo normalmente se dibuja con seis extremidades porque «en realidad era más sencillo para la animación dibujarlo con seis patas en lugar de ocho». Calamardo solo se muestra con un conjunto completo de ocho tentáculos en dos episodios: la secuencia de acción en vivo en «Pressure» de la segunda temporada, y brevemente en «Sold!» de la novena temporada. Hillenburg nombró al personaje Calamardo en honor al calamar, que está estrechamente relacionado con el pulpo y tiene diez extremidades. En palabras del actor de voz de Calamardo, Rodger Bumpass, el nombre Octoward «simplemente no funcionó». Sobre el diseño de Calamardo, el escritor de programas y artista de guiones gráficos Vincent Waller dijo en 2010:

Calamardo es difícil de dibujar—tiene una cabeza con una forma muy extraña. Afortunadamente, sus emociones son bastante equilibradas, pero sacarle una gran cantidad de emociones es un desafío. Su nariz divide todo por la mitad, por lo que siempre piensa: "Está bien, ¿cómo voy a hacer esto y aún así hacer que se lea?"

Hillenburg pensó en hacer bromas con Calamardo expulsando tinta, pero lo retiró porque, según él, «siempre parece que se está haciendo caca en los pantalones». A pesar de esto, los chistes entintados aparecerían en los episodios «Giant Squidward» y «Ink Lemonade». El sonido de los pasos de Calamardo, que evoca el de las ventosas tirando del suelo, se produce frotando bolsas de agua caliente. Los pasos, y los del resto de personajes principales, son grabados por el equipo de foley del programa. El diseñador de sonido Jeff Hutchins dijo que los sonidos de los pasos «[ayudan] a decir qué personaje es y qué superficie está pisando». Bumpass inspiró la idea de que Calamardo montara en una bicicleta reclinada; Bumpass posee una de estas bicicletas, que recorre en Burbank, California. Bumpass lo describió como su «pequeña broma interna».

### Voz

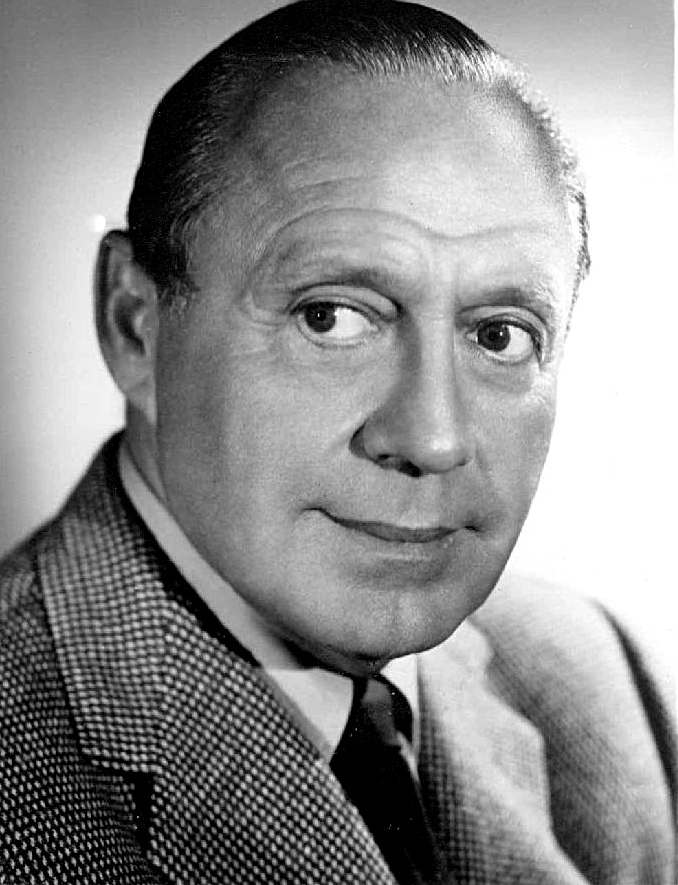
La voz de Calamardo ha sido comparada con la del actor cómico estadounidense Jack Benny.

La voz de Calamardo corre a cargo del actor Rodger Bumpass, quien da voz a varios otros personajes de Bob Esponja, incluida la madre de Calamardo. Mientras creaban el programa y escribían su episodio piloto en 1997, Hillenburg y el entonces director creativo del programa, Derek Drymon, también realizaban audiciones de voz. Mr. Lawrence, que había trabajado con Hillenburg y Drymon en La vida moderna de Rocko, fue la primera elección de Hillenburg para el papel. Hillenburg había invitado a Lawrence a una audición para todos los personajes del programa. En lugar de Calamardo, Hillenburg decidió darle a Lawrence el papel de Plankton, el villano de la serie.
Según Bumpass, Calamardo era «un tipo de persona muy nasal y monótono». Dijo que el personaje se volvió interesante de interpretar debido a «su sarcasmo, y luego su frustración, y luego su apoplejía, por lo que se convirtió en un amplio espectro de emociones». Tom Kenny, la voz de Bob Esponja, describe a Bumpass grabando sus líneas en el estudio y dice: «Me encanta ver a Rodger... Está justo a mi lado». Según Kenny, cuando Bumpass «se vuelve apoplético» como Calamardo mientras graba, su cabeza se pone roja, «y tienes miedo de que tenga una embolia».
Varios miembros del equipo del programa elogian a Bumpass por su actuación y similitud con el personaje. Kenny llamó a Bumpass «brillante» y dijo: «[él] es algo así como Calamardo». El redactor Kent Osborne dijo: «Recuerdo haber pensado en cuánto habla y actúa Rodger como Calamardo. Por eso es una voz tan buena: está tan conectado con ella». Sin embargo, Bumpass dijo: «No soy él y él no soy yo, pero lo que debo hacer por él y lo que puedo hacer por él es lo que lo hace como yo. Se ajusta muy bien a mis talentos y habilidades particulares. Entonces, en ese sentido, sí, él soy yo, pero no soy el tipo de persona malhumorada, sarcástica y de bajo rendimiento que es él. Es fácil caer en él, lo diré».
La voz de Calamardo ha sido comparada con la de Jack Benny. Kenny dijo: «Para mí, hay algo tan divertido en ese personaje de Jack-Benny, leal a nadie, que Rodger Bumpass hace un gran trabajo interpretando [...] a Calamardo». Arthur Brown, autor de Everything I Need to Know, I Learned from Cartoons!, dijo que Calamardo «se parece mucho a Jack Benny». Bumpass repudió la relación y dijo: «Jack Benny, no. Aunque tiene ese sarcasmo de observación que ocasionalmente saca a relucir».

## Recepción
El personaje de Calamardo ha recibido una acogida positiva tanto de la crítica como de los fans. El actor de voz del protagonista, Tom Kenny, nombró a Calamardo su personaje favorito en el programa: «Tiene una dimensión extra donde la capacidad de juego de Bob Esponja y Patricio lo desconcierta, pero también está celoso de ello. Cuando intenta participar, fracasa rotundamente porque no cree en ello».  El redactor Casey Alexander dijo: «Calamardo es el personaje con el que más me identifico. De manera exagerada, es el personaje más humano. Si conociera a un humano como Bob Esponja, probablemente reaccionaría ante él como lo hace Calamardo». El cantante estadounidense Pharrell Williams], fanático del programa, afirmó que «Calamardo es mi favorito. Si fuera un humano, saldría con él».
Bill Treadway de DVD Verdict dijo que Calamardo es «un cruce entre Bert [de Sesame Street], Woody Allen y Roger Addison [de Mr. Ed]... pero tiene algo de corazón, si puedes encontrarlo». Treadway lo llamó «el hombre heterosexual de las travesuras de su vecino». El crítico de cine A. O. Scott de The New York Times dijo, en su reseña de Bob Esponja: la película, que Calamardo es uno de sus personajes secundarios favoritos del programa, junto con Arenita Mejillas y la Sra. Puff. Escribió: «Lamenté verlos marginados». También en la misma publicación, la crítica de televisión Joyce Millman dijo que Calamardo tiene «la maldad nasal de Paul Lynde y las pretensiones artísticas de Felix Unger». Millman escribió además: «Hmmm, creo que Calamardo es un calamar gay».
«Band Geeks», un episodio de la segunda temporada de la serie que se centra en Calamardo, a menudo es considerado por muchos críticos y fanáticos como el mejor episodio del programa. Escribiendo para The Washington Post, Michael Cavna lo clasificó como el quinto mejor episodio de Bob Esponja. En su reseña, Cavna dijo: «La mezcla de aspiración artística de Calamardo frente a la incitación, la humillación y la sub-mediocridad implacable hicieron de este un episodio para niños que los adultos pueden experimentar en un nivel completamente diferente». En una nota menos positiva, Calamardo fue incluido entre los «10 peores modelos a seguir de televisión de 2012» de Common Sense Media; la autora Sierra Filucci escribió que el egoísmo de Calamardo es su «peor ofensa», llamándolo «el cajero malo y desagradable del Krusty Krab [que] es amable sólo cuando quiere algo».
En la 39.ª edición de los premios Daytime Emmy de 2012, Bumpass fue nominado por su interpretación vocal como Calamardo en la categoría de Mejor Intérprete en la categoría de Programa Animado, el primer miembro del reparto en ser nominado en esta categoría. El premio lo ganó June Foray de El show de Garfield. Bumpass ha dicho que estaba orgulloso del certificado que recibió por la nominación, pero «Realmente no hubo competencia porque una de las otras nominadas era June Foray y ella es la realeza en el mundo de la animación... No había manera de que ninguno de los otros tres chicos tuviera una oportunidad. De hecho, si alguno de nosotros hubiera tenido ganado, habría habido un disturbio en ese estudio [The Beverly Hilton]». Dijo que estaba «feliz de perder ante June Foray» y «muy contento y agradecido de haber recibido una nominación».

## En otros medios
Además de la serie de televisión, Calamardo aparece en la edición de febrero de 2011 de SpongeBob Comics. También aparece en varios videojuegos de Bob Esponja y en varios parques temáticos y desfiles de parques temáticos, incluidos Sea World y Universal's Superstar Parade. También aparece en Nickelodeon All-Star Brawl 2 (2023). En 2004, Calamardo apareció en la primera adaptación cinematográfica de la serie, Bob Esponja: la película, que se estrenó el 19 de noviembre de 2004 y fue un éxito financiero, recaudando más de 140 millones de dólares en todo el mundo. También aparece en las secuelas de la película, Bob Esponja: Un héroe fuera del agua, que se estrenó en cines el 6 de febrero de 2015, y The SpongeBob Movie: Sponge on the Run, que se lanzó en los Estados Unidos en el servicio de transmisión Paramount+ el 4 de marzo de 2021 y en otros territorios en Netflix anteriormente, el 5 de noviembre de 2020. En 2019, también apareció en el espectáculo de medio tiempo del Super Bowl LIII, en el que, durante una canción triunfal interpretada por Tuna, presentaron al rapero Travis Scott. Calamardo también se ha incluido en varios productos relacionados con Bob Esponja, incluidos juegos de mesa, fundas para teléfonos, zapatillas y furgonetas, libros, juguetes de peluche y tarjetas coleccionables.
El episodio «La esponja que podía volar» se adaptó en 2009 como musical en el Liverpool Empire Theatre y más tarde en Sudáfrica. El actor Charles Brunton originó el papel de Calamardo, y luego recordó que le encantaba el personaje y la «diversión [de] intentar recrear un personaje de dibujos animados bien establecido en una actuación en vivo en el escenario». Brunton se preparó para el papel comprando nueve DVD de la serie, representando el papel de Calamardo en cada episodio, en su habitación. Dijo que «me llevó mucho tiempo perfeccionar la voz y la forma en que usaba los brazos». La actuación de Brunton y el musical fueron bien recibidos por la mayoría de los críticos. Un crítico de The Public Reviews escribió: «Charles Brunton como Calamardo realmente nos robó el espectáculo, su personaje estaba clavado a la perfección, por su actuación cómica, voz y gestos, esta fue una actuación impecable». En su reseña de The Northern Echo, Viv Hardwick dijo: «Charles Brunton hace un Calamardo convincente». El papel lo interpretó Chris van Rensburg en Sudáfrica.

### Musical escénico en 2016

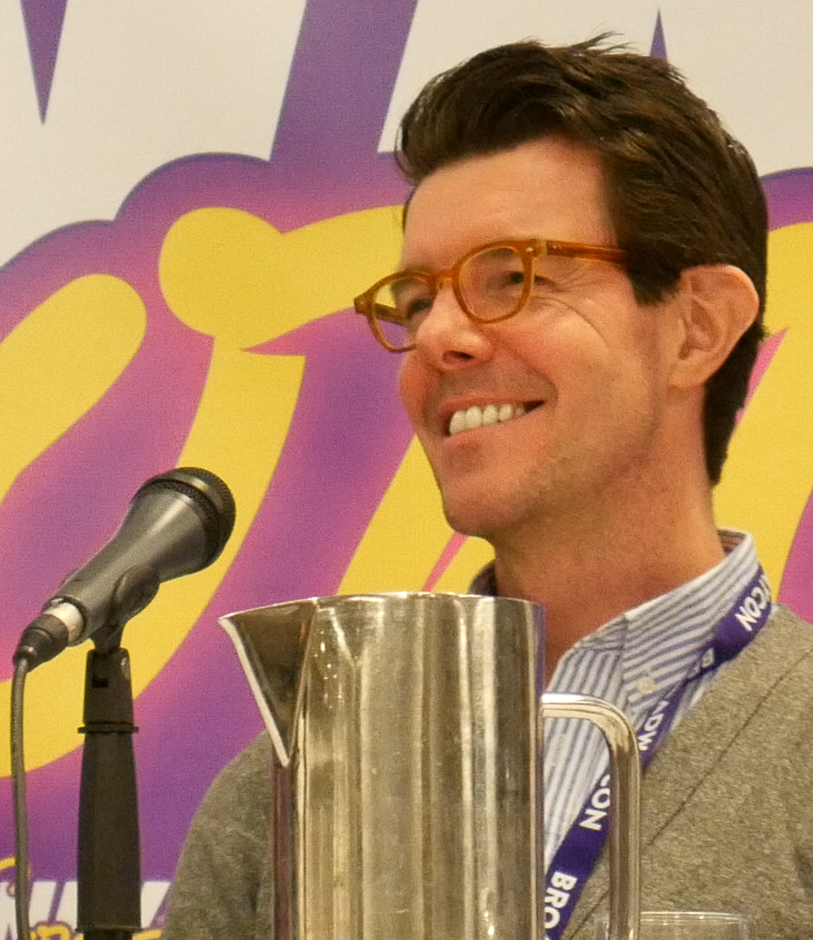
El actor Gavin Lee originó el papel de Calamardo en el musical.

En junio de 2016 se estrenó un musical teatral basado en el espectáculo en el Oriental Theatre de Chicago. Se representa a Calamardo usando dos patas adicionales para replicar el diseño de cuatro patas de Calamardo. En cuanto a la caracterización, Calamardo todavía es retratado como gruñón como en la serie, aunque se le humaniza tanto como sea posible. Las adiciones notables al personaje de Calamardo incluyen que tiene una madre muerta, con quien habla varias veces durante el musical.
En el musical, Fondo de Bikini se ve amenazado por un volcán que entrará en erupción en dos días, por lo que la gente del pueblo decide realizar un concierto para recaudar dinero y poder evacuar. Si bien él mismo quiere actuar en el concierto, a Calamardo se le asigna la gestión del evento mientras se le pide a la banda de rock Electric Skates que toque. Cuando llega la banda, Calamardo quiere ser su telonero, pero es rechazado porque no logra conseguir uno de los artículos que solicitan los Patines Eléctricos. La banda llama a Calamardo un perdedor, lo que hace que se enoje y ahuyenta a la banda. Calamardo luego insiste en que no es un perdedor y realiza un número de claqué respaldado por un coro hasta que se da cuenta de que es solo su imaginación («I'm Not a Loser»). Debido a que el concierto y el plan de evacuación fallan, el pueblo cae en el caos hasta que llegan Bob Esponja, Patricio y Arenita y les dicen que han usado un dispositivo que debería detener la erupción. Después de que el volcán no entra en erupción en el momento previsto, a Calamardo se le permite actuar en un concierto para celebrar la supervivencia de la ciudad.

#### Representación original
El actor Gavin Lee originó el papel de Calamardo en la presentación de Chicago y repitió el papel en la presentación del musical de Broadway y en la adaptación televisiva The SpongeBob Musical: Live on Stage!. Como Lee no estaba familiarizado con el programa antes de su audición, Lee vio ocho episodios de Bob Esponja y escuchó la voz de Rodger Bumpass. La directora Tina Landau alentó a los actores a no ser una «copia al carbón» de los personajes de dibujos animados y hacer algo diferente, lo que le permitió a Lee no replicar exactamente la voz de Bumpass, especialmente durante las partes emocionales.
A Lee le gustó que Calamardo sea el único personaje gruñón en un musical alegre. Tres veces en el musical, Calamardo no puede cantar, de modo que cuando finalmente se canta su número «I'm Not a Loser» en el Acto 2, «el público simplemente está deseando que Calamardo finalmente se exprese», como describió Gavin Lee. «I'm Not a Loser» presenta a Calamardo bailando tap acompañado por un coro de anémonas de mar.
Para interpretar al Calamardo de cuatro patas, Lee usó dos piernas falsas adicionales. Lee dijo que quería que las piernas falsas fueran seguras y asimétricas con respecto a sus piernas reales, lo que las hacía incómodas de usar, pero le gustan como un truco y cómo el público reaccionó positivamente ante ellas. Desde que Calamardo bailó claqué con cuatro patas en «I'm Not a Loser», Lee y el coreógrafo Chris Gattelli trabajaron juntos para descubrir cómo Lee bailaría claqué con dos zapatos de claqué adicionales, ya que ninguno de los dos había bailado claqué así antes. Lee dijo que para hacer cuatro ruidos de tap, bailaba claqué de una manera más «descuidada»: «Tenía los tobillos flojos, pero también tenía la tensión allí para hacer los ruidos con los [taps] adicionales». El claqué de cuatro patas de Calamardo ha sido comparado con el papel anterior de Lee como Bert en el musical de Mary Poppins, donde bailaba claqué boca abajo.
La actuación de Lee como Calamardo y su número de claqué «I'm Not a Loser» se consideran lo más destacado del espectáculo. En su reseña de la carrera de Chicago, Steven Oxman de Variety calificó a Calamardo como el «punto culminante incuestionable» y describió «I'm Not a Loser» como «una dosis de verdadero dinamismo de Broadway, y expresa el yo interior del personaje con sensibilidad y estilo». Al revisar la presentación de Broadway, Alexis Soloski de The Guardian calificó el número de claqué de Lee como «emocionante», mientras que Peter Marks en The Washington Post lo considera «una alegría particular». Jo Rosenthal de Vice consideró la interpretación de Lee de «I'm Not a Loser» como «desgarradora» y «se ganó su gran ovación». Además de calificar «I'm Not a Loser» como lo más destacado del musical, David Rooney de The Hollywood Reporter también elogió el disfraz de cuatro patas de Calamardo. En 2018, por su actuación en Broadway, Gavin Lee ganó un premio Drama Desk al mejor actor destacado en un musical y fue nominado a un premio Tony al mejor actor destacado en un musical.

#### Representaciones posteriores
En la gira norteamericana del musical 2019-20, Calamardo fue interpretado por Cody Cooley. Aunque al principio se mostró escéptico sobre la idea de un musical de Bob Esponja, Cooley quedó impresionado cuando vio la presentación en Broadway. Cuando Cooley vio la presentación de Broadway con sus amigos, comentaron que Cooley sería apto para Calamardo porque Cooley era considerado de mal humor. El propio Cooley dijo que se identifica con el pesimismo y la personalidad sarcástica de Calamardo. Cooley había solicitado dos veces el papel antes de que lo llamaran a una audición y le dieran el papel. Después de ser elegido, Cooley volvió a ver las tres primeras temporadas de Bob Esponja para estudiar el personaje de Calamardo.
Cooley dijo que el número de tap de Calamardo es su parte favorita del programa. Antes de conseguir el papel, Cooley ya tenía experiencia en el claqué. Durante el ensayo en la ciudad de Nueva York, Cooley aprendió a hacer tapping con los dos zapatos de claqué adicionales y lo practicaba generalmente dos veces al día para ganar resistencia. Cooley consideró la resistencia importante para el número de tap porque las piernas extra pesan 25 libras, debe bailar durante al menos siete minutos y el número termina con una patada. También aprendió a tocar el clarinete para el papel en el que Calamardo lo toca al final del espectáculo.
En la gira de 2023 por el Reino Unido, Gareth Gates y Tom Read Wilson interpretan a Calamardo, según el lugar. Gates describió a Calamardo como una persona muy diferente a él debido a su mal humor, cuál es la razón declarada por la que le gusta el papel. Gates no había bailado claqué antes de conseguir este papel, por lo que tuvo que aprender a bailar claqué tomando tres lecciones antes de los ensayos.